# Calymmodon luerssenianus
Calymmodon luerssenianus är en stensöteväxtart som först beskrevs av Karel Domin, och fick sitt nu gällande namn av Edwin Bingham Copeland. Calymmodon luerssenianus ingår i släktet Calymmodon och familjen Polypodiaceae. Inga underarter finns listade.